# Цирк Гинне
Цирк Гинне — цирк Карла Гинне, существовавший в Москве в XIX веке.

## История

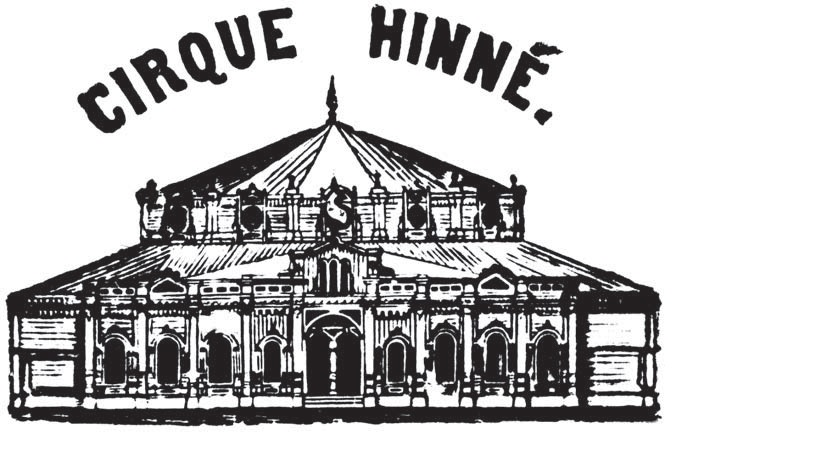
Цирк Гинне в Петербурге

Карл Гинне приехал в Россию в 1860-х годах после того, как потерпел неудачу в цирковом антрепренёрстве в Европе. Он был шурином известного Гаэтано Чинизелли, которого он пригласил стать его партнером в делах в Петербурге. В 1876 году Гинне арендовал место на площади Михайловского манежа для строительства здание цирка по проекту архитекторов П. П. Мижуева и Р. Б. Бернгарда. Однако работать вдвоем у родственников не получилось, поэтому Гинне пришлось уехать в Москву, чтобы заново начать своё дело.
В Москве в 1868 году Гинне соорудил каменное здание на Воздвиженке — так в столице появился первый стационарный цирк. Позднее рядом с этим местом был построен особняк Арсения Морозова. По роскоши и насыщенности программы московский цирк Гинне не мог соперничать с петербургским собратом, он был рассчитан на неизбалованную публику — купечество и ремесленников. Здание также часто сдавали для выступления гастролирующих трупп.
Гинне не занимался развитием цирка и мало заботился о его процветании, именно поэтому он не смог выдержать конкуренции с новым цирком А. Саломонского и вынужден был отойти от дел.